# Ascoli Calcio 1898 1974-1975
Questa voce raccoglie le informazioni riguardanti l'Ascoli Calcio 1898 nelle competizioni ufficiali della stagione 1974-1975.

## Stagione
Nella stagione 1974-1975 l'Ascoli disputa il campionato di Serie A, con 24 punti ottiene il dodicesimo posto, lo scudetto è stato vinto per la sedicesima volta dalla Juventus con 43 punti, secondo il Napoli con 41 punti. Retrocedono in Serie B il L.R. Vicenza con 21 punti, la Ternana con 19 punti ed il Varese con 17 punti.
Arrivato per la prima volta in questa stagione a disputare la Serie A, l'Ascoli di Costantino Rozzi e di Carletto Mazzone ottiene una meritata salvezza, dopo una gavetta iniziale povera di risultati e di punti, la matricola marchigiana è stata la vera sorpresa della stagione. Un girone di andata chiuso all'ultimo posto con 9 punti, ed un girone di ritorno scoppiettante con 15 punti incamerati, ed una salvezza raggiunta con una giornata di anticipo sulla conclusione del campionato. In Coppa Italia l'Ascoli disputa il Girone 1 della competizione, vinto dall'Inter a punteggio pieno.

## Rosa

La squadra nella trasferta di Torino del 27 ottobre 1974 con indosso la seconda divisa rossa

| N. |                   | Ruolo | Calciatore        |
| -- | ----------------- | ----- | ----------------- |
|    | Italia (bandiera) | P     | Marcello Grassi   |
|    | Italia (bandiera) | P     | Pier Luigi Masoni |
|    | Italia (bandiera) | D     | Eugenio Perico    |
|    | Italia (bandiera) | D     | Gaetano Legnaro   |
|    | Italia (bandiera) | D     | Mario Colautti    |
|    | Italia (bandiera) | D     | Giuliano Castoldi |
|    | Italia (bandiera) | D     | Sergio Vezzoso    |
|    | Italia (bandiera) | D     | Donato Anzivino   |
|    | Italia (bandiera) | D     | Giovanni Bertini  |
|    | Italia (bandiera) | D     | Ezio Minigutti    |

| N. |                   | Ruolo | Calciatore       |
| -- | ----------------- | ----- | ---------------- |
|    | Italia (bandiera) | D     | Francesco Scorsa |
|    | Italia (bandiera) | C     | Elvio Salvori    |
|    | Italia (bandiera) | C     | Mario Vivani     |
|    | Italia (bandiera) | C     | Mario Morello    |
|    | Italia (bandiera) | C     | Steno Gola       |
|    | Italia (bandiera) | C     | Claudio Macciò   |
|    | Italia (bandiera) | C     | Angelo Calisti   |
|    | Italia (bandiera) | A     | Massimo Silva    |
|    | Italia (bandiera) | A     | Flaviano Zandoli |
|    | Italia (bandiera) | A     | Renato Campanini |

## Risultati

### Serie A

#### Girone di andata
| Arbitro: | Barbaresco (Cormons) |

|                      |           |               |
| Braglia 5’, 68’, 89’ | Marcatori | 80’ Campanini |

| Arbitro: | Serafino (Roma) |

|               |           |                 |
| Campanini 23’ | Marcatori | 75’ F. Graziani |

| Ascoli Piceno 20 ottobre 1974 3ª giornata | Ascoli             | 0 – 0 | Inter | Stadio Cino e Lillo Del Duca\| Arbitro: \| Picasso (Chiavari) \| |
| Arbitro:                                  | Picasso (Chiavari) |       |       |                                                                  |

| Arbitro: | Gussoni (Tradate) |

|                                           |           |  |
| Altafini 30’, 45’ Anastasi 68’ Causio 83’ | Marcatori |  |

| Ascoli Piceno 3 novembre 1974 5ª giornata | Ascoli           | 0 – 0 | Cesena | Stadio Cino e Lillo Del Duca\| Arbitro: \| Casarin (Milano) \| |
| Arbitro:                                  | Casarin (Milano) |       |        |                                                                |

| Arbitro: | Lazzaroni (Milano) |

|           |           |  |
| Prati 17’ | Marcatori |  |

| Arbitro: | V. Lattanzi (Roma) |

|                  |           |  |
| Chiarugi 6’, 29’ | Marcatori |  |

| Arbitro: | R. Lattanzi (Roma) |

|  |           |              |
|  | Marcatori | 77’ Desolati |

| Arbitro: | Panzino (Catanzaro) |

|                                |           |             |
| Sperotto 17’ Tresoldi 21’, 54’ | Marcatori | 80’ Zandoli |

| Arbitro: | Gonella (Torino) |

|          |           |  |
| Silva 6’ | Marcatori |  |

| Arbitro: | Prati (Parma) |

|             |           |  |
| Zandoli 55’ | Marcatori |  |

| Arbitro: | Ciacci (Firenze) |

|             |           |  |
| Panizza 47’ | Marcatori |  |

| Arbitro: | Barbaresco (Cormons) |

|             |           |                                   |
| Zandoli 34’ | Marcatori | 5’ F. Landini 40’, 84’ G. Savoldi |

| Arbitro: | Menegali (Roma) |

|                  |           |  |
| S. Gori 38’, 88’ | Marcatori |  |

| Arbitro: | Menicucci (Firenze) |

|              |           |  |
| Colautti 75’ | Marcatori |  |

#### Girone di ritorno
| Arbitro: | Picasso (Chiavari) |

|           |           |           |
| Silva 11’ | Marcatori | 62’ Massa |

| Arbitro: | Schena (Foggia) |

|                 |           |  |
| F. Graziani 50’ | Marcatori |  |

| Arbitro: | Reggiani (Bologna) |

|  |           |           |
|  | Marcatori | 34’ Silva |

| Ascoli Piceno 23 febbraio 1975 19ª giornata | Ascoli             | 0 – 0 | Juventus | Stadio Cino e Lillo Del Duca\| Arbitro: \| Michelotti (Parma) \| |
| Arbitro:                                    | Michelotti (Parma) |       |          |                                                                  |

| Cesena 2 marzo 1975 20ª giornata | Cesena           | 0 – 0 | Ascoli | Stadio La Fiorita\| Arbitro: \| Gonella (Torino) \| |
| Arbitro:                         | Gonella (Torino) |       |        |                                                     |

| Ascoli Piceno 9 marzo 1975 21ª giornata | Ascoli              | 0 – 0 | Roma | Stadio Cino e Lillo Del Duca\| Arbitro: \| Panzino (Catanzaro) \| |
| Arbitro:                                | Panzino (Catanzaro) |       |      |                                                                   |

| Arbitro: | Ciacci (Firenze) |

|           |           |                       |
| Silva 78’ | Marcatori | 58’ (rig.) E. Calloni |

| Firenze 23 marzo 1975 23ª giornata | Fiorentina        | 0 – 0 | Ascoli | Stadio Comunale\| Arbitro: \| Gussoni (Tradate) \| |
| Arbitro:                           | Gussoni (Tradate) |       |        |                                                    |

| Arbitro: | Menicucci (Firenze) |

|                         |           |  |
| Silva 62’ Campanini 70’ | Marcatori |  |

| Genova 6 aprile 1975 25ª giornata | Sampdoria       | 0 – 0 | Ascoli | Stadio Luigi Ferraris\| Arbitro: \| Menegali (Roma) \| |
| Arbitro:                          | Menegali (Roma) |       |        |                                                        |

| Arbitro: | Reggiani (Bologna) |

|                    |           |  |
| Sormani 10’ (rig.) | Marcatori |  |

| Arbitro: | Serafino (Roma) |

|             |           |  |
| Morello 25’ | Marcatori |  |

| Arbitro: | Menicucci (Firenze) |

|             |           |           |
| Ferrara 12’ | Marcatori | 6’ Perico |

| Ascoli Piceno 11 maggio 1975 29ª giornata | Ascoli        | 0 – 0 | Cagliari | Stadio Cino e Lillo Del Duca\| Arbitro: \| Prati (Parma) \| |
| Arbitro:                                  | Prati (Parma) |       |          |                                                             |

| Arbitro: | Mascia (Milano) |

|                  |           |  |
| Garlaschelli 26’ | Marcatori |  |

### Coppa Italia

#### Primo turno
| Arbitro: | Lenardon (Siena) |

|                                           |           |          |
| G. Mariani 53’ Giubertoni 75’ A. Moro 82’ | Marcatori | 24’ Gola |

| Macerata 1º settembre 1974 2ª giornata | Ascoli             | 0 – 0 | Novara | Stadio Helvia Recina\| Arbitro: \| V. Lattanzi (Roma) \| |
| Arbitro:                               | V. Lattanzi (Roma) |       |        |                                                          |

| Arbitro: | Menegali (Roma) |

|  |           |             |
|  | Marcatori | 26’ Sormani |

| Arbitro: | Chiapponi (Livorno) |

|                         |           |  |
| Marino 9’ Chiarenza 20’ | Marcatori |  |

## Statistiche

### Statistiche dei giocatori
| Giocatore    | Serie A  | Serie A | Serie A     | Serie A    | Coppa Italia | Coppa Italia | Coppa Italia | Coppa Italia | Totale   | Totale | Totale      | Totale     |
| Giocatore    | Presenze | Reti    | Ammonizioni | Espulsioni | Presenze     | Reti         | Ammonizioni  | Espulsioni   | Presenze | Reti   | Ammonizioni | Espulsioni |
| ------------ | -------- | ------- | ----------- | ---------- | ------------ | ------------ | ------------ | ------------ | -------- | ------ | ----------- | ---------- |
| M. Grassi    | 30       | -25     | -           | -          | 3            | -3           | -            | -            | 33       | -28    | -           | -          |
| P. Masoni    | 3        | -2      | -           | -          | 1            | -3           | -            | -            | 4        | -5     | -           | -          |
| E. Perico    | 21       | 1       | -           | -          | 4            | -            | -            | -            | 25       | 1      | -           | -          |
| G. Legnaro   | 25       | 0       | -           | -          | 4            | -            | -            | -            | 29       | 0      | -           | -          |
| M. Colautti  | 16       | 1       | -           | -          | 1            | -            | -            | -            | 17       | 1      | -           | -          |
| G. Castoldi  | 28       | 0       | -           | -          | 4            | -            | -            | -            | 32       | 0      | -           | -          |
| S. Vezzoso   | 6        | 0       | -           | -          | -            | -            | -            | -            | 6        | 0      | -           | -          |
| D. Anzivino  | -        | -       | -           | -          | -            | -            | -            | -            | -        | -      | -           | -          |
| G. Bertini   | 15       | 0       | -           | -          | -            | -            | -            | -            | 15       | 0      | -           | -          |
| E. Minigutti | 27       | 0       | -           | -          | 3            | -            | -            | -            | 30       | 0      | -           | -          |
| F. Scorsa    | 16       | 0       | -           | -          | 3            | -            | -            | -            | 19       | 0      | -           | -          |
| E. Salvori   | 24       | 0       | -           | -          | 4            | -            | -            | -            | 28       | 0      | -           | -          |
| M. Vivani    | 12       | 0       | -           | -          | 4            | -            | -            | -            | 16       | 0      | -           | -          |
| M. Morello   | 27       | 1       | -           | -          | 3            | -            | -            | -            | 30       | 1      | -           | -          |
| S. Gola      | 27       | 0       | -           | -          | 3            | 1            | -            | -            | 30       | 1      | -           | -          |
| C. Macciò    | 15       | 0       | -           | -          | 2            | -            | -            | -            | 17       | 0      | -           | -          |
| A. Calisti   | 5        | 0       | -           | -          | 1            | -            | -            | -            | 6        | 0      | -           | -          |
| M. Silva     | 25       | 5       | -           | -          | 4            | -            | -            | -            | 29       | 5      | -           | -          |
| F. Zandoli   | 26       | 3       | -           | -          | 4            | -            | -            | -            | 30       | 3      | -           | -          |
| R. Campanini | 13       | 3       | -           | -          | 2            | -            | -            | -            | 15       | 3      | -           | -          |